# Obras de Eugénio de Andrade
Esta é uma lista das obras de Eugénio de Andrade. Todas as obras foram editadas pela extinta Fundação Eugénio de Andrade, salvo quando expressamente dito em contrário.

## Poesia
- Narciso, 1940 (S.l. : s.n.), 1940 ( Lisboa : -- Imprensa Baroeth)
- Adolescente, 1942.[2]
- Pureza, 1945.[2]
- As Mãos e os Frutos, 1948, 21ª edição, 2000.
- Os Amantes sem Dinheiro, 1950, 16ª edição, 2000.
- As Palavras Interditas, 1951, 13ª edição, 2002.
- Até Amanhã, 1956, 13ª edição, 2002.
- Coração do Dia, 1958, 12ª edição, 1994.
- Mar de Setembro, 1961, 12ª edição, 1994.
- Ostinato Rigore, 1964, 11ª edição, 1997.
- Obscuro Domínio, 1971, 8ª edição, 2000.
- O Inverno
- Véspera de Água,   1973, 6ª edição, Limiar, 1990.
- Escrita da Terra, 1974, 7ª edição, 2002.
- Homenagens e outros Epitáfios, 1974, 8ª edição, 1993.
- Limiar dos pássaros, 1976, 7ª edição, 1994.
- Primeiros Poemas, 1977, 10ª edição, 2000.[3]
- Memória Doutro Rio, 1978, 4ª edição, Limiar, 1985.
- Matéria Solar, 1980, 5ª edição, 2000.
- O Peso da Sombra, 1982, 3ª edição, Limiar, 1989.
- Branco no Branco, 1984, 5ª edição, 19.
- Vertentes do Olhar, 1987, 5ª edição, 2003.
- O Outro Nome da Terra, 1988, 2ª edição,Limiar, 1989.
- Contra a Obscuridade, 1988, 5ª edição, 1993.
- Rente ao Dizer, 1992, 4ª edição, 2002.
- Ofício de Paciência, 1994, 2ª edição, 2000.
- O Sal da Língua, 1995, 4ª edição, Associação Portuguesa de Escritores, 2001.
- Pequeno Formato, 1997, 2ª edição, 1997.
- Os Lugares do Lume, 1998, 2ª edição, 1998.
- Os Sulcos da Sede, 2001, 3ª edição, 2002.

### Antologias poéticas
- Antologia [1945-1961], Delfos, 1961. Esgotado.
- Poemas (1945-1966), 3ª edição, 1971. Esgotado.
- Poesia e Prosa (1940-1989), 4ª edição, O Jornal/Limiar, 1990. Esgotado.
- Poemas de Eugénio de Andrade, select., est. e notas de Arnaldo Saraiva, Nova Fronteira, Rio de Janeiro, 1999.
- Poesia, 2000. Esgotado.

## Prosa
- Os Afluentes do Silêncio, 1968, 9ª edição, 1997.
- Rosto Precário, 1979, 6ª edição, 1995.
- À Sombra da Memória, 1ª edição, 1993.

## Antologias
- Daqui Houve Nome Portugal, 1968, 4ª edição, Edições Asa, 2000.
- Memórias da Alegria, 1971, 2ª edição, Campo das Letras, 1996.
- Antologia Breve, 1972, 7ª edição, 1999.
- Variações sobre um corpo: antologia de poesia erótica contemporânea, Porto, Inova, 1973.
- A Cidade de Garrett, 1993, 3ª edição, 1997.[4]
- Fernando Pessoa, Poesias Escolhidas, 1995, 6ª edição, Campo das Letras, 2001.
- Versos e Alguma Prosa de Luís de Camões, 1972, 5ª edição, Campo das Letras, 1996.
- Eros de Passagem, selecção e prefácio, 1982, 3ª edição, Campo das Letras, 1998.
- Antologia Pessoal da Poesia Portuguesa, 1999, 7ª edição, Campo das Letras, 2002.
- Sonetos de Luís de Camões, Assírio & Alvim, 2000.
- Poemas Portugueses para a Juventude, Edições Asa, 2002.

## Literatura Infantil
- História da Égua Branca, 1977, 8ª edição, Campo das Letras, 2002.
- Aquela Nuvem e Outras, 1986, 10ª edição, Campo das Letras, 2002.

## Tradução
- Poemas de García Lorca, 1946, 5ª edição, 2000.
- Cartas Portuguesas, 1969, 9ª edição, Assírio & Alvim, 1998.[5]
- Poemas e Fragmentos de Safo, 1974, 5ª edição, 1995.
- Trocar de Rosa, 1980, 5ª edição, 1995.

## Obras Traduzidas
- - Alemanha
- Die weiße Stute, in Dichter Europas erzählen Kindern. Trad. de Helmut Frielinghaus, Colónia, Midlhauve, 1972.

- -  Ex-Checoslováquia
- Portugalski Kvartet (Jorge de Sena, Mário Cesariny de Vasconcelos, Eugénio de Andrade, Herberto Hélder). Trad. de Mirko Tomasovic, Zagreb, Znanje Zagreb, 1984.

- - Espanha
- Antología poética 1940-1980. Versão de Ángel Crespo, Barcelona: Plaza & Janes, 1981.
- Escritura de la tierra, III. Trad. de José Luís García Martín, in Fin de Siglo, n.º 8, Jerez de la Frontera, 1984.
- Memoria d'outru riu. Trad. (em bable) de António García, Oviedo: Libros de Frou, 1985.
- Blanco en lo blanco. Trad. de Fidel Villar Ribot, Granada, Don Quijote, 1985.
- Vertientes de la mirada y otros poemas en prosa. Trad. de Ángel Crespo, Madrid: Júcar, 1987.
- Ostinato rigore. Trad. de Manuel Guerrero, pref. de Eduardo Lourenço, Barcelona: Edicions de Mall, 1987.
- Matéria solar. Trad. (em catalão) de Vicente Berenguer, Valência: Gregal, 1987. Bilingüe.
- Contra la escuridade. Trad. (em bable) de Antonio García, Oviedo: Academia de Língua Asturiana, 1987.
- Memòria d'un altre riu. Trad. (em catalão) de Jordi Sebastià, Alzira: Bromera, 2016. Bilingüe.

- - Estados Unidos
- Inhabited Heart: The Select Poems of Eugénio de Andrade. Trad. de Alexis Levitin, Van Nuys, Califórnia, Perivale Press, 1985.
- White on White. Trad. de Alexis Levitin, in Quaterly Review of Literature, Princeton, New Jersey.
- Memory of Another River. Trad. de Alexis Levitin, St. Paul, Minnesota, New Rivers Press, 1988.
- The Slopes of a Gaze. Trad. de Alexis Levitin, Plattsburgh, New York, Apalachee Press, 1992. (Edição bilingue: português e inglês)

- - França
- Vingt-sept Poèmes d'Eugénio de Andrade. Trad. e impressão de Michel Chandeigne, Paris, 1983.
- Une Grande, Une Immense Fidélité. Trad. de Christian Auscher, Paris, Chandeigne, 1983.
- Matière Solaire. Trad. de Maria Antónia Câmara Manuel, Michel Chandeigne e Patrick Quiller, Paris, La Différence, 1987.
- Les Poids de l'Ombre. Trad. de Mª Antónia Câmara Manuel, Michel Chandeigne e Patrick Quiller, Paris, La Différence,1987.
- Écrits de la Terre : poèmes traduits du portugais par Michel Chandeigne. Bilingue, Éditions de la différence, Paris,1988.
- Le Sel de la langue: poèmes, traduction Michel Chandeigne, La Différence, Paris, 1999.
- L’autre nom de la terre :  recueil de poèmes (bilingue), traduction Michel Chandeigne et Nicole Siganos, La Différence, Paris,1990.
- Les Lieux du feu : recueil de poèmes (bilingue), traduction Michel Chandeigne, L’Escampette, 2001.
- Office de la patience (Ofício da paciência) : recueil de poèmes (bilingue), traduction Michel Chandeigne, Bruxelles,1995.
- Versants du regard et autres poèmes en prose : recueil de poème (bilingue), traduction Patrick Quillier, La Différence, Paris, 1990.
- Femmes en noir : traduction Christian Auscher,  postface de João Fatela. Photographies de Claude Sibertin-Blanc, La Différence, Paris,1988
- À l’approche des eaux : traduction Michel Chandeigne, Phébus, 1991 et La Différence, Paris, 2000

- - Itália
- Ostinato Rigore, Antologia Poetica. Trad. de Carlo Vittorio Cattaneo, Roma, Edizioni Abete, 1975.
- Memoria d'un Altro Fiume. Trad. de Carlo Vittorio Cattaneo, Luxemburgo, Éditions Internationales Euroeditor, 1984.

• Il sale della lingua. Trad. de Carlo Vittorio Cattaneo, Lugo, Edizioni del Bradipo, 1998.
- - México
- Brevisima Antología. Trad. de A. Ruy Sánchez, México, Universidad Nacional Autónoma, 1981.

- - Ex-URSS
- Poesia Portuguesa Contemporânea: José Gomes Ferreira, Jorge de Sena, Carlos Oliveira e Eugénio de Andrade. Trad. de Elena Riáuzova, Moscovo, Editorial Progress, 1980.

- - Venezuela
- Blanco no Blanco. Trad. de Francisco Rivera, Caracas, Fundarte, 1987.

- - Portugal
- Ostinato Rigore, edição bilingue (português e francês), com traduções de Bruno Tolentino e de Robert Quemserat, 1971.
- Escrita da Terra e Outros Epitáfios, edição bilingue (português e italiano), com traduções de Vottorio Cattaneo,1974.
- Changer de Rose, Poèmes de Eugénio de Andrade traduits em espagnol, français, italien, anglais et allemand. Trad. de Ángel Crespo, Xosé Lois García, Pilar Vásques Cuesta, Armand Guibert, Robert Quemserat, Isabel Magalhães, Sophia de Mello Breyner e Guillevic, Bruno Tolentino, Carlo Vittorio Cattaneo, Giuseppe Tavani, Luciana Stegagno Picchio, Jonathan Griffin, Jean R. Longland, Mário Cláudio e Michel Gordon Lloyd, Erwin Walter Palm, Curt Meyer-Clason, Porto, 1978.